# Federico Macheda
Federico "Kiko" Macheda (født 22. august 1991) er en italiensk fodboldspiller, der spiller som angriber for Panathinaikos.
Macheda har gennem karrieren tidligere repræsenteret Manchester United, Queens Park Rangers, Doncaster, VfB Stuttgart, Birmingham og Sampdoria.